# Erste Bank Open 2015
Erste Bank Open 2015 byl tenisový turnaj pořádaný jako součást mužského okruhu ATP World Tour, který se hrál na krytých dvorcích s tvrdým povrchem komplexu Wiener Stadthalle. Konal se mezi 19. až 25. říjnem 2015 v rakouské metropoli Vídni jako 41. ročník turnaje.
Turnaj s celkovým rozpočtem 2 324 045 eur patřil poprvé do kategorie ATP World Tour 500, kam postoupil z nižší úrovně ATP 250. Posledním přímým účastníkem singlové soutěže se stal 88. americký hráč žebříčku ATP Rajeev Ram. Nejvýše nasazeným hráčem ve dvouhře byl osmý tenista světa David Ferrer ze Španělska, který dokázal na podniku triumfovat. Čtyřhru ovládla polsko-brazilská dvojice Łukasz Kubot a Marcelo Melo.

## Distribuce bodů a finančních odměn

### Distribuce bodů
| Soutěž  | vítězové | finalisté | semifinalisté | čtvrtfinalisté | 16 v kole | 32 v kole | Q  | Q2 | Q1 |
| ------- | -------- | --------- | ------------- | -------------- | --------- | --------- | -- | -- | -- |
| dvouhra | 500      | 300       | 180           | 90             | 45        | 0         | 20 | 10 | 0  |
| čtyřhra | 500      | 300       | 180           | 90             | 0         | —         | —  | —  | —  |

### Finanční odměny
| Soutěž                   | vítězové | finalisté | semifinalisté | čtvrtfinalisté | 16 v kole | 32 v kole | Q2     | Q1   |
| ------------------------ | -------- | --------- | ------------- | -------------- | --------- | --------- | ------ | ---- |
| dvouhra                  | €423 000 | €190 800  | €90 350       | €43 600        | €22 230   | €12 225   | €1 375 | €760 |
| čtyřhra                  | €125 000 | €56 390   | €26 590       | €12 850        | €6 600    | —         | —      | —    |
| ve čtyřhře částky na pár |          |           |               |                |           |           |        |      |

## Dvouhra

### Nasazení hráčů
| Země                          | Hráč               | ATP | Nasazení |
| ----------------------------- | ------------------ | --- | -------- |
| Španělsko                     | David Ferrer       | 8.  | 1.       |
| Jižní Afrika                  | Kevin Anderson     | 10. | 2.       |
| USA                           | John Isner         | 13. | 3.       |
| Francie                       | Jo-Wilfried Tsonga | 15. | 4.       |
| Rakousko                      | Dominic Thiem      | 18. | 5.       |
| Francie                       | Gaël Monfils       | 19. | 6.       |
| Chorvatsko                    | Ivo Karlović       | 21. | 7.       |
| Itálie                        | Fabio Fognini      | 26. | 8.       |
| Žebříček ATP k 12. říjnu 2015 |                    |     |          |

### Jiné formy účasti na turnaji
Následující hráči obdrželi divokou kartu do hlavní soutěže:
- Tommy Haas
- Gerald Melzer
- Dennis Novak

Následující hráči postoupili z kvalifikace:
- Kenny de Schepper
- Lucas Miedler
- Jan-Lennard Struff
- Júiči Sugita

### Odhlášení
před začátkem turnaje
- Samuel Groth → nahradil jej Jerzy Janowicz
- Florian Mayer → nahradil jej Serhij Stachovskyj
- Milos Raonic → nahradil jej Paolo Lorenzi

## Čtyřhra

### Nasazení párů
| Země                                                                      | Hráč              | Země      | Hráč           | ATP | Nasazení |
| ------------------------------------------------------------------------- | ----------------- | --------- | -------------- | --- | -------- |
| Nizozemsko                                                                | Jean-Julien Rojer | Rumunsko  | Horia Tecău    | 9.  | 1.       |
| Spojené království                                                        | Jamie Murray      | Austrálie | John Peers     | 15. | 2.       |
| Polsko                                                                    | Marcin Matkowski  | Srbsko    | Nenad Zimonjić | 20. | 3.       |
| Indie                                                                     | Rohan Bopanna     | Rumunsko  | Florin Mergea  | 28. | 4.       |
| Žebříček ATP k 12. říjnu 2015; číslo je součtem postavení obou členů páru |                   |           |                |     |          |

### Jiné formy účasti
Následující páry obdržely divokou kartu do hlavní soutěže:
- Andreas Haider-Maurer /  Oliver Marach
- Julian Knowle /  Daniel Nestor

Následující pár postoupil do čtyřhry z kvalifikace:
- Rajeev Ram /  Radek Štěpánek

## Přehled finále

### Mužská dvouhra
- David Ferrer vs.  Steve Johnson, 4–6, 6–4, 7–5

### Mužská čtyřhra
- Łukasz Kubot /  Marcelo Melo vs.  Jamie Murray /  John Peers, 4–6, 7–6(7–3), [10–6]